# Florida Cup 2020
La Florida Cup 2020 fue la sexta edición de este torneo amistoso de fútbol, disputado por
cuatro equipo, de los cuales 2 fueron equipos brasileños (Palmeiras, Corinthians), un colombiano (Atlético Nacional), y un estadounidense (New York City). La competición es asociaciada con la Universal Orlando Resort y Adidas.

## Formato de juego
Para la edición de 2020 el formato fue el mismo que fue utilizado en la edición de la  Florida Cup 2019. Cada club disputó dos únicos partidos, transcurriendo así el certamen hasta que todos los equipos hayan jugado sus 2 respectivos encuentros. Tras finalizar esta seguidilla de partidos, se determinará al campeón  del torneo mediante los puntos acumulados durante el torneo; si 2 o más clubes empatan en puntos acumulados, se recurrirá a la diferencia de gol como primer ítem de desempate.

## Participantes
| Equipos participantes | Equipos participantes | Equipos participantes | Equipos participantes |
| --------------------- | --------------------- | --------------------- | --------------------- |
| Palmeiras             | Corinthians           | Atlético Nacional     | New York City         |

## Partidos
| 15 de enero de 2020 | Corinthians  | 2:1 (2:0) | New York City | Exploria Stadium, Orlando |  |
| 18:00               | Luan 10' 29' |           | Lansade 75'   |                           |  |

| 15 de enero de 2020 | Palmeiras | 0:0 (10:9 p.)              | Atlético Nacional                                                                               | Exploria Stadium, Orlando |  |
| 20:30               | |                            |                                                                                                 |                           |  |
|                     | | Tiros desde el punto penal |                                                                                                 |                           |  |
|                     | Victor Luis · Luan · Alanzinho · Gabriel Menino · Willian · Emerson Santos · Wesley · Ramires · Mayke · Gabriel Veron |                            | Duque · Candelo · Quiñones · Rovira · Barrera · Blanco · Yabur · Córdoba · Cuadrado · Velásquez |                           |  |

| 18 de enero de 2020 | New York City    | 1:2 (1:0) | Palmeiras                    | Exploria Stadium, Orlando |  |
| 14:00               | De Rosario 45+2' |           | Lucas Lima 55' · Willian 72' |                           |  |

| 18 de enero de 2020 | Atlético Nacional      | 2:1 (1:1) | Corinthians | Exploria Stadium, Orlando |  |
| 17:30               | Torres 43' · Gómez 82' |           | Ramiro 7'   |                           |  |

### Clasificación
Se le otorgan 3 puntos al equipo ganador. Si hay empate entre los dos clubes durante los 90 minutos, se le otorga 1 punto a cada equipo y luego se procederá a una tanda de penales para definir a quién se le otorgará el punto restante.

#### Por clubes
| Pos. | Club              | Pts | PJ | G | VP | DP | P | GF | GC | Dif |
| ---- | ----------------- | --- | -- | - | -- | -- | - | -- | -- | --- |
| 1°   | Palmeiras         | 5   | 2  | 1 | 1  | 0  | 0 | 2  | 1  | 1   |
| 2°   | Atlético Nacional | 4   | 2  | 1 | 0  | 1  | 0 | 2  | 1  | 1   |
| 3°   | Corinthians       | 3   | 2  | 1 | 0  | 0  | 1 | 3  | 3  | 0   |
| 4°   | New York City     | 0   | 2  | 0 | 0  | 0  | 2 | 2  | 4  | -2  |

Pts.= Puntos; PJ= Partidos jugados; G= Partidos ganados; VP= Victoria por penales; DP= Derrota por penales; P= Partidos perdidos; GF= Goles a favor; GC= Goles en contra; Dif.= Diferencia de gol.
| Florida Cup 2020              |
| Bandera de Brasil             |
| ----------------------------- |
| Palmeiras Campeón (1° título) |

#### Por país
| Pos. | País           | Pts | PJ | G | VP | DP | P | GF | GC | Dif |
| ---- | -------------- | --- | -- | - | -- | -- | - | -- | -- | --- |
| 1°   | Brasil         | 8   | 4  | 2 | 1  | 0  | 1 | 5  | 4  | 1   |
| 2°   | Colombia       | 4   | 2  | 1 | 0  | 1  | 0 | 2  | 1  | 1   |
| 3°   | Estados Unidos | 0   | 2  | 0 | 0  | 0  | 2 | 2  | 4  | -2  |

Pts.= Puntos; PJ= Partidos jugados; G= Partidos ganados; VP= Victoria por penales; DP= Derrota por penales; P= Partidos perdidos; GF= Goles a favor; GC= Goles en contra; Dif.= Diferencia de gol.
| Florida Cup 2020           |
| Bandera de Brasil          |
| -------------------------- |
| Brasil Campeón (4° título) |